# Zoe Rae
Zoe Rae (Chicago, 13 luglio 1910 – Newberg, 20 maggio 2006) è stata un'attrice statunitense, attiva come attrice bambina nel cinema muto dal 1915 al 1920, tra i cinque e i dieci anni d'età.

## Biografia
Zoe Rae Palmiter Bech nacque nel 1910 a Chicago, Illinois. Iniziò la sua carriera di attrice bambina a cinque anni. Soprannominata Little Zoe, the Universal Baby, girò in cinque anni quasi sessanta film, prima di ritirarsi dalla scene a soli dieci anni. Con Gloriana (1916), la bambina entra a far parte con Gordon Griffith, Marie Osborne e Tibor Lubinszky nel gruppo ristretto dei primi attori bambini nella storia del cinema, cui siano state affidate parti di protagonista in lungometraggi negli anni dieci. Elsie Jane Wilson, una delle prime donne registe della storia del cinema, la volle come protagonista dei suoi primi quattro film girati nel 1917.
La vita successiva di Zoe Rae si svolge lontana dalle cineprese. Sposatasi con Ronald Foster Barlow, la coppia ebbe due figli. Muore nel 2006 a Newberg, in Oregon, all'età di 95 anni.

## Riconoscimenti
- Young Hollywood Hall of Fame (1908-1919)

## Filmografia
La filmografia è completa. Quando manca il nome del regista, questo non viene riportato nei titoli.
- Their Hour - cortometraggio (1915)
- A Much-Needed Lesson - cortometraggio (1915)
- The Canceled Mortgage - cortometraggio (1915)
- Bobby's Bargain - cortometraggio (1915)
- The Candidate's Past - cortometraggio (1915)
- The Divided Locket - cortometraggio (1915)
- The Little Runaways, regia di Edward Morrissey - cortometraggio (1915)
- A Letter to Daddy, regia di Edward Morrissey - cortometraggio (1915)
- The Law of Love, regia di J. Farrell MacDonald - cortometraggio (1915)
- The Ace of Diamonds, regia di George Reehm - cortometraggio (1915)
- Dora, regia di Travers Vale - cortometraggio (1915)
- The Stranger in the Valley, regia di Walter V. Coyle - cortometraggio (1915)
- And by These Deeds, regia di Wray Bartlett Physioc - cortometraggio (1915)
- Her Soul Revealed - cortometraggio (1915)
- The Inevitable, regia di Walter V. Coyle - cortometraggio (1915)
- Harvest - cortometraggio (1915)
- The Passing Storm, regia di Alan Hale - cortometraggio (1915)
- Love's Enduring Flame - cortometraggio (1915)
- Packer Jim's Guardianship, regia di Wray Bartlett Physioc - cortometraggio (1915)
- The Desperado, regia di Rupert Julian - cortometraggio (1916)
- Love Laughs at Dyspepsia, regia di Roy Clements - cortometraggio (1916)
- Lonesome House, regia di George Cochrane - cortometraggio (1916)
- The Beloved Liar, regia di George Cochrane - cortometraggio (1916)
- Naked Hearts, regia di Rupert Julian (1916)
- The Attic Princess, regia di George Cochrane - cortometraggio (1916)
- The Sea Lily, regia di George Cochrane - cortometraggio (1916)
- Betty's Hobo, regia di George Cochrane - cortometraggio (1916)
- The Grip of Crime, regia di George Cochrane - cortometraggio (1916)
- The Human Cactus, regia di Rupert Julian - cortometraggio (1916)
- God and the Baby, regia di Rupert Julian - cortometraggio (1916)
- Bettina Loved a Soldier, regia di Rupert Julian (1916)
- A Mountain Tragedy, regia di George Cochrane - cortometraggio (1916)
- Through Baby's Voice, regia di George Cochrane - cortometraggio (1916)
- Gloriana, regia di E. Mason Hopper (1916)
- The Bugler of Algiers, regia di Rupert Julian (1916)
- Polly Put the Kettle On, regia di Douglas Gerrard (1917)
- Midnight, regia di Allen Holubar - cortometraggio (1917)
- Heart Strings, regia di Allen Holubar (1917)
- The War Waif, regia di Allen Holubar - cortometraggio (1917)
- The Grudge, regia di William V. Mong - cortometraggio (1917)
- Chubby Takes a Hand, regia di William V. Mong - cortometraggio (1917)
- By Speshul Delivery, regia di George L. Sargent - cortometraggio (1917)
- The Circus of Life, regia di Rupert Julian e Elsie Jane Wilson (1917)
- Heart of Gold, regia di George L. Sargent - cortometraggio (1917)
- A Kentucky Cinderella, regia di Rupert Julian (1917)
- The Golden Heart, regia di George L. Sargent - cortometraggio (1917)
- The Little Pirate, regia di Elsie Jane Wilson (1917)
- The Cricket, regia di Elsie Jane Wilson (1917)
- The Silent Lady, regia di Elsie Jane Wilson (1917)
- My Little Boy, regia di Elsie Jane Wilson (1917)
- The Kaiser, the Beast of Berlin, regia di Rupert Julian (1918)
- The Magic Eye, regia di Rae Berger (1918)
- Danger Within, regia di Rae Berger (1918)
- The Star Prince, regia di Madeline Brandeis (1918)
- The Weaker Vessel, regia di Paul Powell (1919)
- L'asso della stella o L'ultimo fuorilegge (Ace of the Saddle), regia di John Ford (1919)
- Rings and Things, regia di Alfred Santell - cortometraggio (1920)